# Bodine Koehler Peña
Bodine Koehler Peña (Ámsterdam, Países Bajos; 30 de septiembre de 1992) es una modelo y reina de belleza  ganadora del certamen Miss Universe Puerto Rico 2012.

## Biografía
Es hija única del arquitecto neerlandés Robert Koehler y su esposa la dominicana Mariluz Peña. A pesar de la nacionalidad de sus padres, Bodine lleva 10 años viviendo en Puerto Rico y se considera puertorriqueña. La joven estudia composición musical en el Conservatorio de Música de Puerto Rico y domina tres idiomas. 
Su carrera como modelo se desarrolla en la agencia de modelos Unica, donde se desarrolla como top model de Puerto Rico. Entre sus trabajos se encuentran editoriales en las revistas InFashion, Nocturno y la portada del n.º21 de la Revista Ego Moda.
Es una de las modelos que ha representado a Puerto Rico a nivel internacional, participando en la Semana de la Moda de Ámsterdam (Amsterdam Fashion Week).

## Miss Puerto Rico Universe 2012
Bodine entra en la competencia Miss Puerto Rico Universe representando al pueblo de Río Grande. Pasa automáticamente a las semifinalistas al ser la ganadora de "La Batalla del Bikini".  Adicional a su título, obtuvo otros dos premios, uno como la Reina de la Pasarela Payless y un premio especial de JCPenney.
La noche final utilizó un vestido del reconocido diseñador puertorriqueño Harry Robles, quien luego del triunfo de Koehler fue cuestionado por la originalidad del traje que aseguró el triunfo de esta reina de belleza. Sin embargo, Robles logró probar la autenticidad de su diseño.
Tras su coronación, la legitimidad de Koehler fue cuestionada por su nacionalidad. Todavía el público tiene ideas ambiguas sobre su reinado, ya que a pesar de haber nacido en Holanda, Koehler contaba con notable fama a nivel local antes del concurso como modelo profesional. 